# Nado sincronizado nos Jogos Olímpicos de Verão de 2012 - Equipes
A competição por equipes do nado sincronizado nos Jogos Olímpicos de Verão de 2012 foi realizada nos dias 9 e 10 de agosto no Centro Aquático de Londres.

## Calendário
Horário local (UTC+1)
| Dia          | Horário | Fase                 |
| ------------ | ------- | -------------------- |
| 9 de agosto  | 15:00   | Rotina técnica       |
| 10 de agosto | 15:00   | Rotina livre – final |

## Medalhistas
|  | RUS Rússia |  | CHN China                                                                                         |  | ESP Espanha |
|  | Anastasia Davydova Mariya Gromova Natalia Ishchenko Elvira Khasyanova Daria Korobova Alexandra Patskevich Svetlana Romashina Alla Shishkina Anzhelika Timanina |  | Chang Si Chen Xiaojun Huang Xuechen Jiang Tingting Jiang Wenwen Liu Ou Luo Xi Sun Wenyan Wu Yiwen |  | Clara Basiana Alba María Cabello Ona Carbonell Margalida Crespí Andrea Fuentes Thaïs Henríquez Paula Klamburg Irene Montrucchio Laia Pons |

## Resultados
Um total de 8 equipes, cada uma com 8 integrantes e uma reserva participaram da prova. A competição por equipes consiste de uma fase única composta das rotinas técnica e livre. Após a soma da pontuação das duas rotinas, chega-se a definição das medalhistas.
| Pos.              | CON              | Equipe | Rotina técnica | Rotina livre | Total   |
| ----------------- | ---------------- | --- | -------------- | ------------ | ------- |
| Medalha de ouro   | RUS Rússia       | Anastasia Davydova Mariya Gromova Natalia Ishchenko Elvira Khasyanova Daria Korobova Alexandra Patskevich Svetlana Romashina Alla Shishkina Anzhelika Timanina | 98.100         | 98.930       | 197.030 |
| Medalha de prata  | CHN China        | Chang Si Chen Xiaojun Huang Xuechen Jiang Tingting Jiang Wenwen Liu Ou Luo Xi Sun Wenyan Wu Yiwen                                                              | 97.000         | 97.010       | 194.010 |
| Medalha de bronze | ESP Espanha      | Clara Basiana Alba María Cabello Ona Carbonell Margalida Crespí Andrea Fuentes Thaïs Henríquez Paula Klamburg Irene Montrucchio Laia Pons                      | 96.200         | 96.920       | 193.120 |
| 4                 | CAN Canadá       | Marie-Pier Boudreau Gagnon Stephanie Durocher Jo-Annie Fortin Chloé Isaac Stéphanie Leclair Tracy Little Élise Marcotte Valerie Welsh Karine Thomas            | 94.400         | 95.230       | 189.630 |
| 5                 | JPN Japão        | Yumi Adachi Aika Hakoyama Yukiko Inui Mayo Itoyama Chisa Kobayashi Risako Mitsui Mariko Sakai Kurumi Yoshida Mai Nakamura                                      | 93.800         | 93.830       | 187.630 |
| 6                 | GBR Grã-Bretanha | Katie Clark Katie Dawkins Olivia Federici Jennifer Knobbs Vicki Lucass Asha Randall Jenna Randall Katie Skelton Yvette Baker                                   | 87.300         | 88.140       | 175.440 |
| 7                 | EGY Egito        | Reem Abdalazem Shaza Abdelrahman Nour El-Afandi Dalia El-Gebaly Samar Hassounah Youmna Khallaf Mai Mohamed Mariam Omar Aya Darwish                             | 77.600         | 78.360       | 155.960 |
| 8                 | AUS Austrália    | Eloise Amberger Jenny-Lyn Anderson Sarah Bombell Olia Burtaev Tamika Domrow Bianca Hammett Tarren Otte Samantha Reid Frankie Owen                              | 77.500         | 77.430       | 154.930 |